# Archeologia postprocesualna
Archeologia postprocesualna, nazywana czasami przez jej zwolenników archeologią interpretacyjną, jest orientacją badawczą w archeologii teoretycznej, która kieruje uwagę badaczy na subiektywność interpretacyjną w tej dziedzinie nauki. Pomimo dużej liczby podobieństw, postprocesualizm zawiera się wewnątrz „bardzo różnego zbioru myśli luźno powiązanych ze sobą spoiwem tradycji”. Zwolennicy tej orientacji uznają pluralizm teoretyczny, włączając w swoje rozważania strukturalizm, neomarksizm, a także stosowanie różnych technik archeologicznych, takich jak fenomenologia.
Ruch postprocesualny utworzył się w Wielkiej Brytanii na przełomie lat 70. i 80. XX wieku. Jego pionierami byli badacze tacy jak Ian Hodder, Daniel Miller, Christopher Tilley, czy Peter Ucko, będący pod wpływem francuskiej marksistowskiej antropologii, postmodernizmu, a także innych podobnych trendów w ówczesnej antropologii kulturowej. Orientacja ta równolegle wkrótce zaczęła rozwijać się również w USA. Początkowo, postprocesualizm był reakcją oraz krytyką archeologii procesualnej, paradygmatu powstałego w latach 60. Głoszony przez zwolenników "Nowej Archeologii", takich jak Lewis Binford, stał się on z kolei dominującą orientacją w Anglosaskiej archeologii lat 70. XX wieku. Postprocesualizm żarliwie krytykował główne założenia archeologii procesualnej, mając głównie na myśli pogląd, według którego interpretacja archeologiczna dzięki zastosowaniu naukowych metod, jest w stanie dostarczyć nam kompletnie obiektywnych wniosków. Oprócz tego krytykowano również kładzenie zbyt dużego nacisku na materialistyczne interpretowanie przeszłości, a także bycie etnicznie oraz politycznie nieodpowiedzialnymi.
W Stanach Zjednoczonych Ameryki archeologowie widzą postprocesualizm jako wsparcie dla archeologii procesualnej, gdzie w Wielkiej Brytanii, wciąż oba podejścia uznawane są przeważnie jako oddzielne i przeciwne sobie ruchy. W pozostałych częściach świata postprocesualizm nie wpłynął znacząco na rozwój archeologicznej myśli.

## Podejście do archeologii

### Subiektywizm
Podejście postprocesualne jest całkowicie sprzeczne procesualnemu. Ci drudzy, jako pozytywiści wierzą, że metody naukowe są w stanie i powinny przez to być używane w badaniach archeologicznych, umożliwiając dzięki temu utworzenie obiektywnego obrazu przeszłych społeczeństw opartego na uzyskanych dowodach. Postprocesualiści, z kolei kwestionują to podejście, zwracając uwagę na subiektywizm samej archeologii i to, że jakąkolwiek prawdę jesteśmy w stanie uzyskać dzięki źródłom archeologicznym zwykle przekłada się relatywnie na punkt widzenia badacza odpowiedzialnego eksplorującego i przedstawiającego dane. Jak zauważył archeolog Matthew Johnson: "Postprocesualiści sugerują, że nigdy nie będziemy w stanie skonfrontować teorii z danymi; zamiast tego widzimy dane przez chmurę teorii."

### Interpretacja
Wskutek wiary w całkowity subiektywizm archeologii postprocesualiści twierdzą, że wszyscy archeologowie zawsze narzucają swój punkt widzenia oraz stronniczość do interpretacji uzyskanych danych. W wielu przypadkach sugerując stronniczość wynika z natury politycznej. Postprocesualista Daniel Miller, wierzył, że pozytywistyczne podejście procesualistów w twierdzeniu, że wyłącznie to co wyczuwalne, przetestowane i przewidziane jest prawdziwe, prowadzi do produkcji wiedzy technicznej, którą ułatwiała represjonowanie zwykłych ludzi przez elity. W podobnym tonie krytykowano pogląd, w którym to ludzkie społeczności miały być kształtowane wskutek różnych zewnętrznych wpływów i nacisków, zarzucając jego zwolennikom milczącą akceptację społecznej niesprawiedliwości. Wielu postprocesualistów rozwinęło ten pogląd twierdząc, że archeologowie z bogatych, zachodnich krajów studiują i tworzą historię biednych krajów Drugiego i Trzeciego Świata. Ian Hodder stwierdził, że archeologowie nie mają prawa interpretować przeszłości innych grup etnicznych lub kulturowych, w zamian za to powinni po prostu udostępniać jednostkom z tych grup możliwości w konstruowaniu ich własnych poglądów na temat przeszłości. O ile pogląd ten nie zdobył uniwersalnej akceptacji wśród postprocesualistów, o tyle powszechnie poparto sprzeciw wobec rasizmowi, kolonializmowi oraz zawodowemu elitaryzmowi w nauce. W tym duchu w 1986 roku powstała organizacja World Archeaeology Congress.
Garstka postprocesualistów, takich jak Christopher Tilley, Michael Shanks czy Peter Ucko w ramach demokratyzacji archeologii, oraz sprzeciwu wobec władzy elit starali się sugerować opór przeciwko wszelkim formom autorytetów, negując również roszczenia archeologii do bycia pierwszorzędnym źródłem wiedzy na temat przeszłości.

## Krytyka
Jak zauważyli archeologowie Colin Renfrew i Paul Bahn: "Według swoich najpoważniejszych krytyk, [postprocesualizm], mając rację w paru przypadkach, po prostu rozwinął niektóre z idei i teoretycznych problemów przedstawionych przez [procesualistów]. Na potrzeby owej krytyki zatrudnili różnorodne podejście z innych dyscyplin, zatem termin "postprocesualny", wydający się być echem epitetu "postmodernistyczny" stosowanego w literaturze, jest jedynie cieniem arogancji zakładając ewentualne wyparcie czegoś co tak naprawdę jedynie uzupełnia".
O ile powszechnie uważa się, że postprocesualiści w niektórych sprawach mają rację i zwracają uwagę na poważne problemy, o tyle samo podejście jest wadliwe ponieważ nie udało się mu wykształcić wyraźnej i sprecyzowanej metodologii.